# Грішник (фільм)
«Грішник» (рос. «Грешник») — радянський художній фільм 1988 року, знятий на Кіностудії ім. О. Довженка.

## Сюжет
Розповідь про токаря й слюсаря, талановита робота якого, не вписуючись у норми і традиції заводу, знайшла застосування в приватному автосервісі… Насмішки над радянською системою господарювання і роботою з кадрами.

## У ролях
- Юозас Будрайтіс — Петро Іванович Маслов, токар(дублював Альберт Філозов)
- Лія Ахеджакова — Зінаїда Маслова, дружина Петра
- Ксенія Рябінкіна — господиня «Мерседеса»
- Георгій Дрозд — господар автосервісу
- Сергій Акімов — начальник цеху
- Віктор Мірошниченко — майстер на заводі
- Микола Олійник — майстер на заводі
- Юрій Медведєв — начальник відділу кадрів
- Петро Бенюк — Василь Опанасович 29.17—30.09; 57.59 — 58.18; 58.45 — 58.52; 1:04.25 — 1:06.28; 1:07.11— 1:07.29
- Борислав Брондуков — майстер цеху
- Маргарита Криницина — працівниця заводу
- Людмила Кузьміна — епізод
- Світлана Харитонова — тітка Дуся, прибиральниця
- Наталія Гебдовська — епізод
- Олена Чекан — начальник відділу, праці і заробітної плати
- Микола Досенко — директор заводу
- Юозас Мешкаускас — касир
- Василь Фущич — Мухін, начальник виробництва
- Сергій Пономаренко — епізод
- Володимир Мишаков — епізод
- Олена Агафонова — дочка
- Марина Агафонова — дочка
- Мілда Каменскайте — старша дочка

## Знімальна група
- Режисер-постановник: Володимир Попков
- Сценарист: Володимир Гоник
- Оператор-постановник: Валерій Анісімов
- Художник-постановник: В'ячеслав Єршов
- Композитори: Олег Ківа, Юрій Кузнецов (немає в титрах)
- Режисер: Т. Каширіна
- Оператори: Павло Небера, Майя Степанова, Віктор Лисак, Б. Михайлов
- Художник по костюмах: Ірина Бойчук
- Художник по гриму: Алла Бржестовська
- Звукооператор: Богдан Міхневич
- Режисер монтажу: Світлана Кулик
- Художник-декоратор: С. Пильнік
- Оператор комбінованих зйомок: Микола Шабаєв
- Симфонічний оркестр під керуванням Ф. Глущенка
- Редактор: Володимир Гайдай
- Директор картини: Петро Терещенко